# Esquirol llistat nan
L'esquirol llistat nan (Neotamias minimus) és una l'espècie d'esquirol. És la més petita del gènere Neotamias, i també és la més estesa per l'Amèrica del Nord, estenent-se des d'Arizona, Nou Mèxic i Califòrnia al sud fins a la Colúmbia Britànica, Yukon i l'oest de Quebec al nord. Igualment l'esquirol llistat nan està present en una varietat d'hàbitats, entre els quals es troben els boscos de coníferes, boscos boreals i prades.
Aquests rosegadors tenen tres línies negres i dues blanques en la seva cara, així com cinc ratlles negres amb bords cafès en la seva esquena. La seva cua és d'un color entre cafè i taronja. Aquests esquirols són diürns i s'alimenten de llavors, móres, núcules, fruites i insectes. Els seus depredadors són els falcons i els mussols. Els esquirols llistats nans es reprodueixen durant principis de primavera, en cada ventrada les femelles tenen entre 5 i 6 cries.
A causa que no hibernen, els esquirols rajades emmagatzemen aliments per tenir una font d'aliment durant l'hivern.